# China nos Jogos Olímpicos de Verão de 2000
A China participou dos Jogos Olímpicos de Verão de 2000 em Sydney, Austrália.